# Ertmar Warcisławowic
Ertmar Warcisławowic (ur. ok. 1455, zm. po 3 maja 1464) – starszy syn Warcisława X, księcia bardowskiego, rugijskiego i wołogoskiego oraz Elżbiety.
Młody książę posiadał imię, które dotąd nie było spotykane w dynastii Gryfitów, lecz w rodach rycerskich i rodzinach mieszczańskich na Pomorzu Przednim. Zmarł po 3 maja 1464, w okresie wielkiej zarazy, przed osiągnięciem wieku sprawnego. Pochowany został w kościele NMBP w Bardo.

## Genealogia
| Warcisław IX ur. 1395? lub w okr. 1395–1400 zm. 17 IV 1457 | Warcisław IX ur. 1395? lub w okr. 1395–1400 zm. 17 IV 1457 |                                          |                                          | Zofia ur. najwcz. 1374 zm. 1462 | Zofia ur. najwcz. 1374 zm. 1462 |  |  | Jan „Alchemik” ur. 1406 zm. 16 XI 1464 | Jan „Alchemik” ur. 1406 zm. 16 XI 1464 |                                         |                                         | Barbara saska ur. 1405 zm. 1465 | Barbara saska ur. 1405 zm. 1465 |
|                                                            |                                                            |                                          |                                          |                                 |                                 |  |  |                                        |                                        |                                         |                                         |                                 |                                 |
|                                                            |                                                            |                                          |                                          |                                 |                                 |  |  |                                        |                                        |                                         |                                         |                                 |                                 |
|                                                            |                                                            | Warcisław X ur. ok. 1435 zm. 17 XII 1478 | Warcisław X ur. ok. 1435 zm. 17 XII 1478 |                                 |                                 |  |  |                                        |                                        | Elżbieta ur. 1425 zm. przed 23 XI 1471? | Elżbieta ur. 1425 zm. przed 23 XI 1471? |                                 |                                 |
|                                                            |                                                            |                                          |                                          |                                 |                                 |  |  |                                        |                                        |                                         |                                         |                                 |                                 |
|                                                            |                                                            |                                          |                                          |                                 |                                 |  |  |                                        |                                        |                                         |                                         |                                 |                                 |
|                                                            |                                                            |                                          |                                          |                                 |                                 |  |  |                                        |                                        |                                         |                                         |                                 |                                 |

|  |  |  |  | Ertmar Warcisławowic (ur. ok. 1455, zm. po 3 V 1464) |